# Лас-Асіендас (Техас)
Лас-Асіендас (англ. Las Haciendas) — переписна місцевість (CDP) в США, в окрузі Вебб штату Техас. Населення — 2 особи (2020).

## Географія
Лас-Асіендас розташований за координатами 27°37′51″ пн. ш. 99°11′56″ зх. д. / 27.63083° пн. ш. 99.19889° зх. д. (27.630842, -99.198863).  За даними Бюро перепису населення США в 2010 році переписна місцевість мала площу 0,63 км², уся площа — суходіл.

## Демографія
Згідно з переписом 2010 року, у переписній місцевості мешкало 7 осіб у 2 домогосподарствах у складі 2 родин. Густота населення становила 11 осіб/км².  Було 2 помешкання (3/км²).
Расовий склад населення:
| - 100,0 % — білих |

До двох чи більше рас належало 0,0 %. Частка іспаномовних становила 100,0 % від усіх жителів.
За віковим діапазоном населення розподілялося таким чином: 42,9 % — особи молодші 18 років, 28,5 % — особи у віці 18—64 років, 28,6 % — особи у віці 65 років та старші. Медіана віку мешканця становила 23,5 року. На 100 осіб жіночої статі у переписній місцевості припадало 133,3 чоловіків;  на 100 жінок у віці від 18 років та старших — 100,0 чоловіків також старших 18 років.
Цивільне працевлаштоване населення становило 0 осіб. 